# Кошани
Ко̀шани (на македонска литературна норма: Кошани) е село в Северна Македония, в Община Кавадарци.

## География
Кошани е отдалечено на около 15-ина километра югозападно от Кавадарци. До него се стига по асфалтов път до село Бегнище, а оттам следват 5 километра коларски път. Селото е разположено на надморска височина от 500 метра в подножието на Среден рид, между два потока, които формират Кошанската река, приток на Каменица.
Селото е купно, традиционно разделено на две махали, но към началото на XXI век са запазени едва 7 къщи.

## История
В околностите на селото има три археологически обекта – в местностите Върчвата, Белутрак и Зад рид. В Белутрак в района на реката Каменица има малко късноримско селище. Тука са намерени питоси и надгробни стели. В Зад рид има остатъци от антична фортификация.
Селото е споменато заедно с манастира „Свети Георги Полошки“ в дарението, направено от Константин Драгаш на манастира Св. Пантелеймон-Росикон на Света гора от 70-те години на XIV век.
В XIX век Кошани е село в Тиквешка каза на Османската империя. Според статистиката на Васил Кънчов („Македония. Етнография и статистика“) от 1900 година Кошани има 150 жители българи християни.
След Междусъюзническата война в 1913 година селото попада в Сърбия.
На етническата си карта от 1927 година Леонард Шулце Йена показва Кочана (Kočana) като село с неясен етнически състав.
| Година | Домакинства | Население |
| ------ | ----------- | --------- |
| 1921   | 22          | 100       |
| 1931   | 22          | 122       |
| 1948   | 21          | 116       |
| 1961   | 17          | 97        |
| 1971   | 9           | 35        |
| 1981   | 5           | 18        |
| 1991   | 2           | 6         |
| 1999   | 2           | 5         |

## „Свети Атанасий“
Над селото, в северния му край се намира църквата „Свети Атанасий“, която е от 1871 година. Църквата пострадва от пожар около 1990 година и цялата ѝ покривна конструкция е унищожена. На Свети Атанасий е и селският събор.

## Личности
Родени в Кошани
- Христо Гувев, български революционер, участник в Илинденско-Преображенското въстание, наследил след него Петър Юруков като тиквешки войвода.[6]